# Кулін-Клодзький
Кулін-Клодзький (пол. Kulin Kłodzki, нім. Keilendorf) — село в Польщі, у гміні Левін-Клодзький Клодзького повіту Нижньосілезького воєводства.
Населення — 27 осіб (2011).
У 1975-1998 роках село належало до Валбжиського воєводства.

## Демографія
Демографічна структура станом на 31 березня 2011 року:
|          | Загалом | Допрацездатний вік | Працездатний вік | Постпрацездатний вік |
| -------- | ------- | ------------------ | ---------------- | -------------------- |
| Чоловіки | 15      | 1                  | 14               | 0                    |
| Жінки    | 12      | 4                  | 5                | 3                    |
| Разом    | 27      | 5                  | 19               | 3                    |